# Gonatopus albifrons
Gonatopus albifrons är en stekelart som beskrevs av Massimo Olmi 1993. Gonatopus albifrons ingår i släktet Gonatopus, och familjen stritsäcksteklar. Arten är reproducerande i Sverige.